# Folkusfalvi Lacsny Katalin
Folkusfalvi Lacsny Katalin (Buchwieser Cathinka) (Koblenz, Németország, 1789. május 24. – Bécs, Ausztria, 1828. július 9.) német (osztrák) opera-énekesnő (szoprán).
Folkusfalvi Lacsny Miklós felesége. „…L. v. F. Niklasszal, Pálffy herceg bizalmasával kötött házassága után visszavonult a színpadtól.”

## Főbb szerepei
- Susanne (Mozart: Figaro házassága)
- Donna Elvira (Mozart: Don Giovanni)
- Princesse navarraise (Boieldieu: Párizsi János – Jean de Paris)